# Довер (переписна місцевість, Массачусетс)
Довер (англ. Dover) — переписна місцевість (CDP) в США, в окрузі Норфолк штату Массачусетс. Населення — 2452 особи (2020).

## Географія
Довер розташований за координатами 42°14′48″ пн. ш. 71°16′5″ зх. д. / 42.24667° пн. ш. 71.26806° зх. д. (42.246673, -71.268121).  За даними Бюро перепису населення США в 2010 році переписна місцевість мала площу 11,32 км², з яких 11,03 км² — суходіл та 0,29 км² — водойми.

## Демографія
Згідно з переписом 2010 року, у переписній місцевості мешкало 2265 осіб у 765 домогосподарствах у складі 644 родин. Густота населення становила 200 осіб/км².  Було 807 помешкань (71/км²).
Расовий склад населення:
| - 94,2 % — білих - 4,5 % — азіатів - 0,5 % — чорних або афроамериканців - 0,2 % — корінних американців |

До двох чи більше рас належало 0,5 %. Частка іспаномовних становила 0,9 % від усіх жителів.
За віковим діапазоном населення розподілялося таким чином: 30,6 % — особи молодші 18 років, 56,2 % — особи у віці 18—64 років, 13,2 % — особи у віці 65 років та старші. Медіана віку мешканця становила 44,5 року. На 100 осіб жіночої статі у переписній місцевості припадало 98,2 чоловіків;  на 100 жінок у віці від 18 років та старших — 91,7 чоловіків також старших 18 років.
Середній дохід на одне домашнє господарство  становив 275 736 доларів США (медіана — 175 625), а середній дохід на одну сім'ю — 294 935 доларів (медіана — 186 250). Медіана доходів становила 165 972 долари для чоловіків та 91 607 доларів для жінок. 
Цивільне працевлаштоване населення становило 1149 осіб. Основні галузі зайнятості: освіта, охорона здоров'я та соціальна допомога — 37,5 %, науковці, спеціалісти, менеджери — 20,9 %, виробництво — 10,4 %, фінанси, страхування та нерухомість — 9,4 %.